# Kanton La Javie
Kanton La Javie (fr. Canton de La Javie) je francouzský kanton v departementu Alpes-de-Haute-Provence v regionu Provence-Alpes-Côte d'Azur. Tvoří ho šest obcí.

## Obce kantonu
- Archail
- Beaujeu
- Le Brusquet
- Draix
- La Javie
- Prads-Haute-Bléone